# Don Tetto en vivo
Lo que no Sabías - Tour en Vivo es el primer DVD en vivo de la banda de rock colombiana Don Tetto. Fue grabado en un magnífico concierto en la ciudad de Bogotá, Colombia el 31 de octubre del 2009 bajo la dirección de Al Marenco Saenz y publicado en mayo de 2010.

## Lista de canciones
1. "Quisiera"
2. "Soledad"
3. "Fallido Intento"
4. "No Tengas Miedo"
5. "Perdido En Un Lugar"
6. "Yo Estaré Bien"
7. "Adiós"
8. "Ha Vuelto A Suceder (Versión Acústica)"
9. "Dime"
10. "No Es Suficiente"
11. "Pienso"
12. "No Estaba Acostumbrado"
13. "Historia"
14. "Auto Rojo"
15. "El Toke"
16. "Adicto Al Dolor"
17. "Ha Vuelto A Suceder"

## Datos
- La canción "Auto Rojo" es un cover muy conocido de la banda Vilma Palma e Vampiros, pero en esta versión tiene un toque más juvenil y más punk.

- Las letras de todo el álbum, fueron escritas por todos los integrantes de la banda, sobre la base de vivencias personales en el período de los años [2003-2007].

- La canción "No Estaba Acostumbrado" es una "recopilación" de todo el álbum, en donde los títulos de todas las canciones aparecen dentro de ésta.

- La canción "Yo Estaré Bien" es una experiencia personal del vocalista de la banda Diego Pulecio, el cual recibió un rechazo amoroso en su adolescencia (que fue cuando la escribió)

- La canción "Dime" es la canción con la cual la agrupación ganó un concurso de bandas en el año 2003 por una emisora radial, en Colombia y los lanzó al "estrellato" musical.

## Sencillos
- Fallido Intento (En vivo) [2010]